# Jack Ernst
John Oliver „Jack“ Ernst (* 4. Dezember 1889 in Llewellyn, Pennsylvania; † 9. März 1968 in Williamsport, Pennsylvania) war ein US-amerikanischer American-Football- und Baseball-spieler. Er spielte als Halfback und Quarterback in der National Football League (NFL) bei den Pottsville Maroons, den New York Yankees, den Boston Bulldogs und den Frankford Yellow Jackets.

## Spielerlaufbahn
Jack Ernst studierte am Lafayette College und spielte dort Football, Baseball und Basketball. In der Footballmannschaft des Colleges war er drei Jahre lang der Starting-Quarterback. Ernst gewann mit den "Lafayette Leopards" 20 von 27 Spielen. Nach seinem Studium schloss er sich den Pottsville Maroons an und wurde dort Mitspieler von Herb und Russ Stein. Die Mannschaft der Maroons gewann in seiner Rookiesaison zehn von zwölf Spielen und erklärte sich nach der Spielrunde selbst zum NFL-Meister. Die NFL hingegen erklärte die Chicago Cardinals zum Titelträger. Die Maroons hatten ihr Spiel gegen die Cardinals gewonnen, aber das Team aus Chicago hatte die höchste Siegquote und den Maroons war am Ende der Saison ein Regelverstoß unterlaufen. Ernst spielte noch drei weitere Jahre in Pottsville. 1928 stießen die späteren Mitglieder in der Pro Football Hall of Fame Walt Kiesling und John McNally zum Team. Pete Henry übernahm das Traineramt. Aber auch diese Spitzenspieler konnten nicht verhindern, dass die Mannschaft nur zwei von zehn Spielen gewinnen konnte. Nach der Saison der Maroons spielte Ernst ein Spiel für die New York Yankees. 1929 kehrte er zu den Maroons zurück, die mittlerweile nach Boston umgezogen waren und in Boston Bulldogs umbenannt wurden. Nach einer weiteren Saison bei den Frankford Yellow Jackets beendete er seine Laufbahn. 
Bereits während seiner Laufbahn als Footballprofi spielte Jack Ernst in der spielfreien Zeit Baseball in den Minor Leagues. Von 1925 bis 1927 war er bei den Wilkes-Barre Barons aktiv, ab 1928 spielte er für die Williamsport Grays und ab 1931 auch für andere unterklassige Baseballmannschaften. Ernst beendete seine Baseballkarriere nach der Saison 1937.

## Nach der Laufbahn
Jack Ernst arbeitete nach seiner Laufbahn in der Holzindustrie. Die Firma gehörte seinem Schwiegervater. Ernst war verheiratet und hatte drei Söhne.

## Ehrungen
John Ernst befindet sich in der Pennsylvania Sports Hall of Fame und in der Lafayette Maroon Club Hall of Fame. 